# Anaphes neoserenus
Anaphes neoserenus är en stekelart som först beskrevs av Soyka 1955.  Anaphes neoserenus ingår i släktet Anaphes och familjen dvärgsteklar. Inga underarter finns listade i Catalogue of Life.